# كبريتات المغنيسيوم
كبريتات المغنيسيوم (أو سلفات المغنيسيوم) هو مركب غير عضوي (مركب كيميائي) يحتوي على المغنيسيوم والكبريت والأكسجين، ذو الصيغة MgSO4. يسمى عادة الملح الإنجليزي (ٍEpsom Salt) نسبة لينبوع سبخة ملحية في مدينة إبسوم في ساري بإنجلترا، حيث تم إنتاج الملح من الينابيع التي تنتج من اختلاط الطباشير المسامي في داونز الشمالية مع الطين غير المسامي في لندن. يتشكل ملح ابسوم بشكل طبيعي كفلز نقي.

## استخداماته
مطهر للأمعاء، ويقضي على الحشرات والميكروبات الدقيقة التي تكون على جسم الطائر
يعطي ريش الطير ليونه ويعطي لمعان لريش الطائر ويطهر الأمعاء استعمله بمقدار معلقه كبيرة لكل لتر ماء وعندما تضعه في حوض الاستحمام يتذوقه الطير ويستحم فيه.
أهم استعمالات الملح الإنجليزي هو في فترة حضانة البيض وفترة تربية الأفراخ بعض الإناث تصاب اضطراب معوي وإمساك جراء الجلوس الطويل على البيض والأفراخ فتتوقف عن إطعام الفراخ تعطى القليل من الملح الإنجليزي فتعود لها قوتها وصحتها وتعود لاطعام الفراخ من جديد.
والملح الإنجليزي مليّن طبيعي يساعد على علاج حالات الإمساك عند تناوله داخليا، فهو يساعد على زيادة محتوى الماء داخل الأمعاء.ولكن لابد من الحرص على عدم تناول أكثر من جرعتين من هذا المحلول خلال اليوم، فلا ينصح بتناول أكثر من ملعقتين من ذلك المركب المعدني خلال اليوم الواحد. وأيضا لا يجوز استعمال تلك الوصفة لأكثر من أسبوعين

## التحضير
يمكن تحضيره عبر مفاعلة هيدروكسيد المغنيسيوم مع حمض الكبريتيك
Mg(OH)2 + H2SO4 --> MgSO4 +2H2O
أو من تفاعل حمض الكبريتيك مع فلز المغنيسيوم النقي
Mg+H2SO4 --> MgSO4 + H2